# (308) Polyxo
(308) Polyxo est un astéroïde de la ceinture principale découvert par Alphonse Borrelly le 31 mars 1891 à Marseille.